# اتیلن دیون
اتیلن دیون (به انگلیسی: Ethylene dione) یک ترکیب شیمیایی با شناسه پاب‌کم ۳۱۴۹۳۷ است. 